# IC 1040
IC 1040 је спирална галаксија у сазвјежђу Волар која се налази на листи објеката дубоког неба у Индекс каталогу.
Деклинација објекта је + 9° 28' 39" а ректасцензија 14h 40m 22,5s. Привидна величина (магнитуда) објекта IC 1040 износи 14,4 а фотографска магнитуда 15,2. IC 1040 је још познат и под ознакама CGCG 75-106, KUG 1437+096, PGC 52418.